# تپه پیش از تاریخ سردره
تپه پیش از تاریخ سردره مربوط به دوران پیش از تاریخ ایران باستان است و در شهرستان گرمسار، بخش ایوانکی، شهر ایوانکی، ۲۰ متری غرب قلعه شرقی سردره واقع شده و این اثر در تاریخ ۲۶ اسفند ۱۳۸۷ با شمارهٔ ثبت ۲۶۰۴۵ به‌عنوان یکی از آثار ملی ایران به ثبت رسیده است.